# Rouge Brésil
Rouge Brésil é um romance histórico lançado em 2001 de autoria do escritor francês Jean-Christophe Rufin. O livro ganhou o Prêmio Goncourt de melhor romance da França. Em Portugal e no Brasil, o romance recebeu o título de "Vermelho Brasil" e foi lançado simultaneamente, no final de ano de 2001.

## Enredo
O romancista utiliza um fato real e histórico para desenvolver um texto narrando o amor fictício entre dois jovens.
Villegagnon, André Thévet, Jean de Léry e os pastores Guillaume Chartier e Pierre Richier são os personagens reais do livro, envolvidos com a França Antártica, uma frustrada colônia francesa fundada na região da atual cidade do Rio de Janeiro, que mais tarde é ocupada pelos portugueses e expulsos do Brasil.
Just e Colombe são os personagens fictícios do livro, envolvidos num amor platônico e mergulhados, por completo, na expedição francesas que tentou criar uma colônia no Brasil em meados do século XVI.

## Adaptações
Um consórcio de produtoras cinematográficas e emissoras de TV do Brasil, Canada, Portugal e França realizaram, no início da década de 2010, um longa metragem e duas séries televisivas baseadas no livro.
Dirigida pelo canadense Sylvain Archambault, o filme foi lançado mundialmente no Brasil, Estados Unidos e Europa com os títulos de: "Vermelho Brasil", "Brazil Red" e "Rouge Brésil", respectivamente, em meados de 2014. As séries de TV foram exibidas na Europa em 2013 e no Brasil, pela Rede Globo de televisão, em 2015.